# Piotr Bagratión
El príncipe Piotr Ivánovich Bagratión (en ruso: Пётр Ива́нович Багратио́н; en georgiano: პეტრე ივანეს ძე ბაგრატიონი, Petre Ivanes dze Bagrationi; 1765-12 de septiembre de 1812), descendiente de la familia real georgiana de los Bagrationi, sirvió como general ruso. Nació en 1765, en Kizliar (Daguestán, Imperio ruso) y era tío de Piotr Románovich Bagratión.

## Primeros años
Su padre era un príncipe georgiano, el coronel Iván Bagrationi. Su hermano Román (Revaz) Bagrationi también llegó a general del ejército ruso.
Piotr (Pedro) Bagratión entró en el Ejército Imperial Ruso en 1782, y sirvió varios años en el Cáucaso. Participó en el sitio de Ochákov (1788) y en la campaña polaca de 1794. Sus méritos fueron reconocidos por Suvórov, a quien acompañó en la campaña italiana y suiza de 1799, distinguiéndose especialmente en la toma de la ciudad de Brescia.

## Principales hechos
En las campañas de 1805 las hazañas de Bagratión fueron aún más espectaculares. Con una retaguardia reducida, resistió ataques repetidos de fuerzas cinco veces superiores en la batalla de Hollabrunn (1805) y, aunque sufrió bajas del 50 %, consiguió proteger la retirada del ejército principal comandado por Kutúzov. En la batalla de Austerlitz (2 de diciembre de 1805) Bagratión luchó contra el ala izquierda del ejército francés al mando de Murat y Lannes. Luchó con bravura y obstinación en las batallas de Eylau (7 de febrero de 1807), Heilsberg (11 de junio de 1807) y Friedland (14 de junio de 1807).
Durante la campaña finlandesa de 1808, Bagratión realizó una atrevida marcha sobre el golfo de Finlandia, que se hallaba congelado, y capturó las islas Åland, y en 1809 condujo al ejército ruso contra los turcos en las batallas de Rassowa y Tataritza. En 1809, fue ascendido al rango de general de infantería ("General ot Infanterii"). Sus acciones durante esos años lo hicieron figurar como personaje secundario en la novela Guerra y paz de León Tolstói.
En 1812, Bagratión comandó el Segundo Ejército del Oeste y, aunque derrotado en Moguiliov (23 de julio de 1812), se reincorporó al ejército principal comandado por Barclay de Tolly, y dirigió su ala izquierda en la batalla de Borodinó (7 de septiembre de 1812), durante la cual rechazó en cinco ocasiones las embestidas francesas, y en la que fue mortalmente herido. Falleció el 12 de septiembre, en el pueblo de Sima de la gobernación de Vladímir, dominio de su amigo y también participante de la batalla de Borodinó, el teniente general Borís Andréievich Golitsin.

## Menciones póstumas
El zar Nicolás I erigió un monumento en su honor en el campo de batalla de Borodinó. Los restos del general se trasladaron al lugar en que murió y aún siguen allí. La tumba fue destruida durante la Segunda Guerra Mundial, pero ha sido restaurada desde entonces. La Operación Bagratión de 1944, recibió el nombre en su honor.
- Datos: Q239260
- Multimedia: Pyotr Bagration / Q239260